# Rumex propinquus
Rumex propinquus är en slideväxtart som beskrevs av Johan Erhard Areschoug. Rumex propinquus ingår i släktet skräppor, och familjen slideväxter. Inga underarter finns listade i Catalogue of Life.